# Сергій Станішев
Сергій Дмитрович Станішев (болг. Сергей Дмитриевич Станишев; нар. 5 травня 1966, Херсон) — болгарський політик лівого спрямування. Прем'єр-міністр Болгарії (серпень 2005 — липень 2009). Депутат Європейського парламенту від Болгарії з 2014 року. Голова Болгарської соціалістичної партії (БСП) з 2001 до 2014 року. Президент Партії європейських соціалістів з 2011 до 2022 року.

## Кар'єра
Народився в українському місті Херсон в родині Дмитра Якова Станішева, колишнього секретаря Центрального комітету Болгарської комуністичної партії, відповідального за міжнародні зв'язки БКП, і Діни Сергіївни Мухіної, професора факультету слов'янської філології Софійського університету. Старший брат — архітектор Георгій Станішев. Невдовзі після народження його сім'я емігрувала до Росії, до міста Москви. Там у 1989 році закінчив історичний факультет Московського університету. У 1994 році здобув звання кандидата наук, захистивши дисертацію на тему: Система просування по державній службі високопосадовців у Росії та її еволюція протягом другої половини XIX ст". Потім переїхав до Болгарії, де завдяки зв'язкам у посткомуністичній номенклатурі побудував напрочуд вдалу політичну кар'єру.
Від народження був громадянином СРСР, а потім Російської Федерації (до 1995 року). Перша рідна мова — російська, але добре опанував болгарську. У 1999–2000 роках стажувався в Лондонській школі економіки та політичних наук.
У структурах прокомуністичної БСП — з 1995. З 2001 до 2014 — депутат парламенту. 2001 року обраний головою БСП і парламентської фракції «Коаліція за Болгарію», замість обраного президентом Болгарії Георгія Парванова.
Вигравши парламентські вибори 2005, Станішев очолив уряд, до складу якого входили представники БСП, Руху за права і свободи та партії колишнього прем'єр-міністра Симеона Сакскобургготського.
Лівоцентристське об'єднання «Коаліція за Болгарію», очолюване Станішевим, зазнало нищівної поразки на виборах 2009 року, набравши лише 17 % голосів. Станішев пішов у відставку з поста глави уряду, однак, незважаючи на подальші скандали, відмовився піти з поста лідера БСП.